# Ralph Wise Zwicker

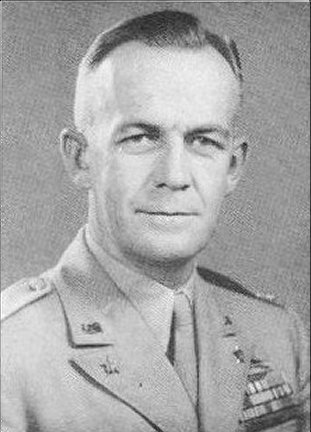
Ralph W. Zwicker

Ralph Wise Zwicker (* 17. April 1903 in Stoughton, Dane County, Wisconsin; † 9. August 1991 in Fairfax, Virginia) war ein Generalmajor der United States Army. Er war unter anderem Kommandeur der 24. Infanteriedivision und der 1. Kavalleriedivision.
Ralph Zwicker war ein Sohn von Henry Zwicker (1860–1922) und dessen Frau Jean Louise Wise (1864–1934). Er besuchte die öffentlichen Schulen seiner Heimat einschließlich der High School. Anschließend studierte er für kurze Zeit an der University of Wisconsin. In den Jahren 1923 bis 1927 durchlief er die United States Military Academy in West Point. Nach seiner Graduation wurde er als Leutnant der Infanterie zugeteilt. In der Armee durchlief er anschließend alle Offiziersränge vom Leutnant bis zum Zwei-Sterne-General.
Im Lauf seiner militärischen Karriere absolvierte Zwicker verschiedene Kurse und Schulungen. Dazu gehörten unter anderem der Company Officers Course der Infantry School, das Command and General Staff College, das Naval War College und das National War College.
In seinen jüngeren Jahren absolvierte er den für Offiziere in den niederen Rangstufen üblichen Dienst in unterschiedlichen Einheiten und Standorten. Dazu gehörten auch Aufgaben als Stabsoffizier in verschiedenen Hauptquartieren. Außerdem war er Dozent an der Militärakademie in West Point und an der Infantry School. Zudem kommandierte er in den 1930er Jahren eine Kompanie des Civilian Conservation Corps. Im Jahr 1939 wurde er Kompanieführer im 38. Infanterieregiment. Im Jahr 1941 wurde er erneut als Dozent an der Infantry School in Fort Benning, dem heutigen Fort Moore, verwendet. Danach absolvierte er das Command and General Staff College in Fort Leavenworth. In diese Zeit fiel der amerikanische Eintritt in den Zweiten Weltkrieg.
Zwischen September 1942 und November 1943 leitete Ralph Zwicker die Stabsabteilung für Operationen (G3) der neu aufgestellten 94. Infanteriedivision, die noch nicht am Kriegsgeschehen teilnahm, sondern auf zukünftige Kampfeinsätze vorbereitet wurde. Danach gehörte er für einige Monate der Stabsabteilung G3 der Army Ground Forces in Washington, D.C. an. Im Juni 1944 nahm er mit der 29. Infanteriedivision an der Landung der Alliierten in der Normandie teil. Wenig später erhielt er das Kommando über das 38. Infanterieregiment, das der 2. Infanteriedivision unterstand. In der Folge nahm er mit seinem Regiment an mehreren Schlachten teil. Später wurde er in den Stab der 2. Infanteriedivision berufen, wo er zwischenzeitlich deren Abteilung für Operationen (G3) leitete. Diese Funktion bekleidete er bis zum Jahr 1945. Für seinen Einsatz während des Zweiten Weltkriegs wurde er mit mehreren amerikanischen und ausländischen Orden ausgezeichnet.
Nach dem Krieg absolvierte Zwicker das Naval War College und das National War College. Von 1947 bis 1949 gehörte er dem Stab des Heeresministeriums an. Daran schloss sich eine Versetzung nach Europa zum damaligen EUCOM an, wo er dessen Stabsabteilung G3 leitete. Anschließend erhielt er für zwei Jahre den Oberbefehl über das 18. Infanterieregiment, das damals in Deutschland stationiert war. Für einige Zeit war er Dozent am National War College. Im Jahr 1953 kommandierte er nach seiner Beförderung zum Brigadegeneral den Militärstützpunkt Camp Kilmer in New Jersey. In dieser Zeit gab es einen Konflikt zwischen Zwicker und dem Senator Joseph McCarthy. Zwicker hatte einen von McCarthy beschuldigten Offizier, der sich auf den 5. Zusatzartikel zur Verfassung der Vereinigten Staaten berufen und eine öffentliche Befragung entsprechend abgelehnt hatte, ehrenhaft aus der Armee entlassen, was zu Unmut des Senators und zu einem Streit zwischen dem Militär und McCarthy führte. Gleichzeitig gab es damals mehrere derartiger Vorkommnisse, was zum langsamen Machtverlust des Senators führte. Für Zwicker hatte diese Konfrontation auf Dauer gesehen keine negativen Auswirkungen.
Von 1954 bis 1956 kommandierte Zwicker in Japan das dortige Southwestern Command, das anschließend aufgelöst wurde. Im Mai 1957 erhielt Zwicker, inzwischen als Generalmajor, den Oberbefehl über die 24. Infanteriedivision in Japan. Dieses Kommando hatte er bis zum Oktober 1957 inne, als diese Division vorübergehend inaktiviert wurde. Allerdings wurde die 1. Kavalleriedivision in der Folge mit den bisherigen Aufgaben der 24. Division betraut. Gleichzeitig erhielt Zwicker das Kommando über diese Division, das er zwischen Oktober 1957 und Januar 1958 innehatte. Es folgte eine Versetzung nach Fort Hays in Ohio, wo Zwicker zwischen Ende 1958 und 1960 das XX. Korps kommandierte. Anschließend ging er nach einigen Herzanfällen in den Ruhestand.
Nach seiner Pensionierung arbeitete er in den folgenden zehn Jahren für die Beraterfirma Research Analysis Corporation in McLean Virginia. Er verbrachte seinen Lebensabend in einem Seniorenheim in Virginia. Am 9. August 1991 erlag er einem weiteren Herzanfall. Er wurde auf dem amerikanischen Nationalfriedhof Arlington beigesetzt.

## Orden und Auszeichnungen
Ralph Zwicker erhielt im Lauf seiner militärischen Laufbahn unter anderem folgende Auszeichnungen:
- Army Distinguished Service Medal
- Silver Star
- Legion of Merit
- Bronze Star Medal
- Army Commendation Medal
- American Defense Service Medal
- American Campaign Medal
- European-African-Middle Eastern Campaign Medal
- World War II Victory Medal
- Army of Occupation Medal
- National Defense Service Medal
- Distinguished Service Order (Großbritannien)
- Orden der Ehrenlegion (Frankreich)
- Kriegskreuz (Frankreich)
- Tschechoslowakisches Kriegskreuz 1939 (Tschechoslowakei)
- Orden des Vaterländischen Krieges (Sowjetunion)